# 田永东
田永东（1969年7月—），山西省阳城县人，中华人民共和国官员，男性，汉族，中国共产党党员，第十三届全国人民代表大会山西省代表，山西蓝焰煤层气集团有限责任公司总经理、易安蓝焰煤与煤层气公司副总经理、山西焦炭产业投资控股有限公司董事长。
田永东1991年8月参加工作，进入晋城矿务局，此后长期在晋城矿务局（后来的晋煤集团）任职。进入晋城矿务局之初，他在凤凰山矿培训学习。1992年8月，田永东调入王台铺矿生产科工作，1993年3月又调入山西晋丹能源开发有限公司。1998年11月，他被任命为山西晋丹能源研究开发有限公司排采经理。2003年3月，田永东改任沁水蓝焰煤层气公司副总经理。2009年7月，他被提拔为正处级。2013年5月起，田永东担任山西蓝焰煤层气集团有限责任公司总经理。2013年11月起，他兼任易安蓝焰煤与煤层气公司副总经理。2017年1月25日起兼任A股上市公司蓝焰控股副总经理。此外，他还担任了山西焦炭产业投资控股有限公司董事长。